# 南アフリカ国防軍
南アフリカ国防軍（みなみアフリカこくぼうぐん、英語: South African National Defence Force、略称：SANDF）は、南アフリカ共和国の軍隊である。

## 概要
陸海空3軍と統合医療部隊で構成されている。これら4軍は統合作戦機関によって統括されるが、特殊部隊旅団は統合作戦機関から直接指令を受けて作戦を実行する。

## 歴史
ボーア戦争後の南アフリカ軍の歴史は、南アフリカ連邦成立後の1912年に編成された南アフリカ連邦防衛軍を発祥とする。現在の南アフリカにあたるケープ植民地はイギリス支配下となり、当初はイギリス軍の予備部隊として誕生した。
1966年に南アフリカの国防大臣となったピーター・ウィレム・ボータは同年に始まる南アフリカ国境戦争を担当した際に国内の治安維持に特化していた南アフリカ防衛軍（SADF）を国外の脅威に対処できる軍隊に作り変える必要性を認識した。特にアパルトヘイトに対する国際連合の経済制裁が武器禁輸として本格化してからは、同じアフリカの白人国家でありながらも軽歩兵が中心で工業力の弱さから装甲車などが十分とは言えなかったローデシア軍と異なり、他のアフリカ諸国よりも近代的で優れた軍事力を持つことに努めた。
ボータの首相および大統領就任以降はさらに軍備を増強し、大量破壊兵器の開発にも踏み込んだ（後述）。
1975年からは南アフリカ領南西アフリカ（ナミビア）の国境紛争だけでなく、隣国のアンゴラに武力侵攻するサバンナ作戦を開始してアンゴラ内戦にも直接介入するようになった。特に1987年から1988年にかけて南アフリカの支援するアンゴラ全面独立民族同盟（UNITA）と対立していたアンゴラ解放人民運動（MPLA）とその後ろ盾のキューバ軍と交戦したクイト・クアナヴァレの戦いは第二次世界大戦以来のアフリカ大陸での大規模な戦闘の一つともされた。
1994年のアパルトヘイト政策廃止に伴い、白人中心の南アフリカ防衛軍を再編成する形で設立された。白人黒人混成の対ゲリラ軽歩兵大隊の第32大隊はアパルトヘイト時代の行為を原因として、ネルソン・マンデラ政権によって縮小・解体された。この時にはバントゥースタンのうち「独立国」となっていたトランスカイ、ボプタツワナ、ヴェンダ、シスカイの軍隊の兵員や、アフリカ民族会議、インカタ自由党、パン・アフリカニスト会議の武装勢力の構成員が編入されており、現在SANDFの兵員は黒人70.6%、白人15.7%、カラード12.6%、インド系1.1%で構成されている。

### 南アフリカの大量破壊兵器開発
南アフリカは白人政権時代、生物兵器・化学兵器・核兵器といった大量破壊兵器を保有した。1981年に開始された生物化学兵器開発「プロジェクト・コースト」では炭疽菌、ボツリヌス菌のほか暗殺用毒物を研究し、黒人の人口増加を抑制するための不妊化ワクチンの研究も議論された。アパルトヘイト政策の放棄後、ネルソン・マンデラが大統領に就任した翌年の1995年にプロジェクトは廃止された。
イスラエルから導入したエリコを基に弾道ミサイルのRSAシリーズも開発した。
南アフリカとイスラエルによる共同核実験の疑いについては「ヴェラ事件」（1979年）を参照。

## 南アフリカ陸軍
センチュリオン戦車の改修モデルであるオリファント戦車やBL 5.5インチ砲などイギリス軍装備の他に、ルーイカット装甲車、ラーテル歩兵戦闘車、キャスパー装甲兵員輸送車、ブッフェル装甲兵員輸送車、G6ライノ155mm自走榴弾砲など国産の機械化装備が揃っていた。近年では国連軍の一員としてコンゴや中央アフリカの紛争に参加している。
歩兵の個人装備としてはFN FALライセンスコピーのR1～R3シリーズの後継として採用されたIMI ガリルのライセンスコピーであるベクターR4～R6シリーズが中心となっているが、リボルビンググレネードランチャーであるダネルMGL、機関砲弾である20mm弾を使用する対物狙撃銃ダネル NTW-20といったユニークな装備も見られる。機関銃は当初FN MAGが使われていたが、1977年以降は国産のSS-77機関銃へと切り替わっていった。
対戦車兵器としては、紛争時の鹵獲品であったRPG-7と国産品のダネル FT5ロケットランチャー、ZT3イグウェ・ミサイルを主に使用している。他にもミラン ER、M40 106mm無反動砲といった輸入品の装備も見られる。

## 南アフリカ海軍

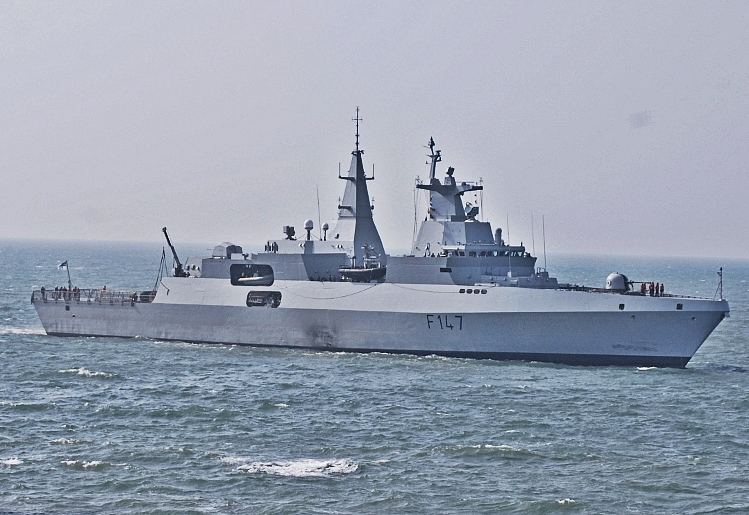
ヴァラー級フリゲート「スピオエンコプ」

主な任務は、3,000kmにも及ぶ広大な沿岸と海産資源が豊富な経済水域の警備が主な任務である。これらの任務に加えて、外洋海軍としての方向性を打ち出すことを目的とした「海軍増強近代化11カ年計画」を発表し、海軍の改革に努めている。海軍航空隊は保有しておらず、艦載ヘリコプターは空軍の第22飛行隊が運用している。
計画の第1段として、ドイツからMEKO200（MEKO A-200 SAN）を購入し、2006年から2007年にヴァラー級として4隻就役した。1番艦であるアマトラは、ドイツ・キールのB+V社で建造され、南アフリカに運ばれた。到着後は、乗員の習熟訓練を行い、2006年2月に就役した。潜水艦も老朽化したダフネ級2隻に変わり、ドイツからU209型潜水艦を購入した。

## 南アフリカ空軍

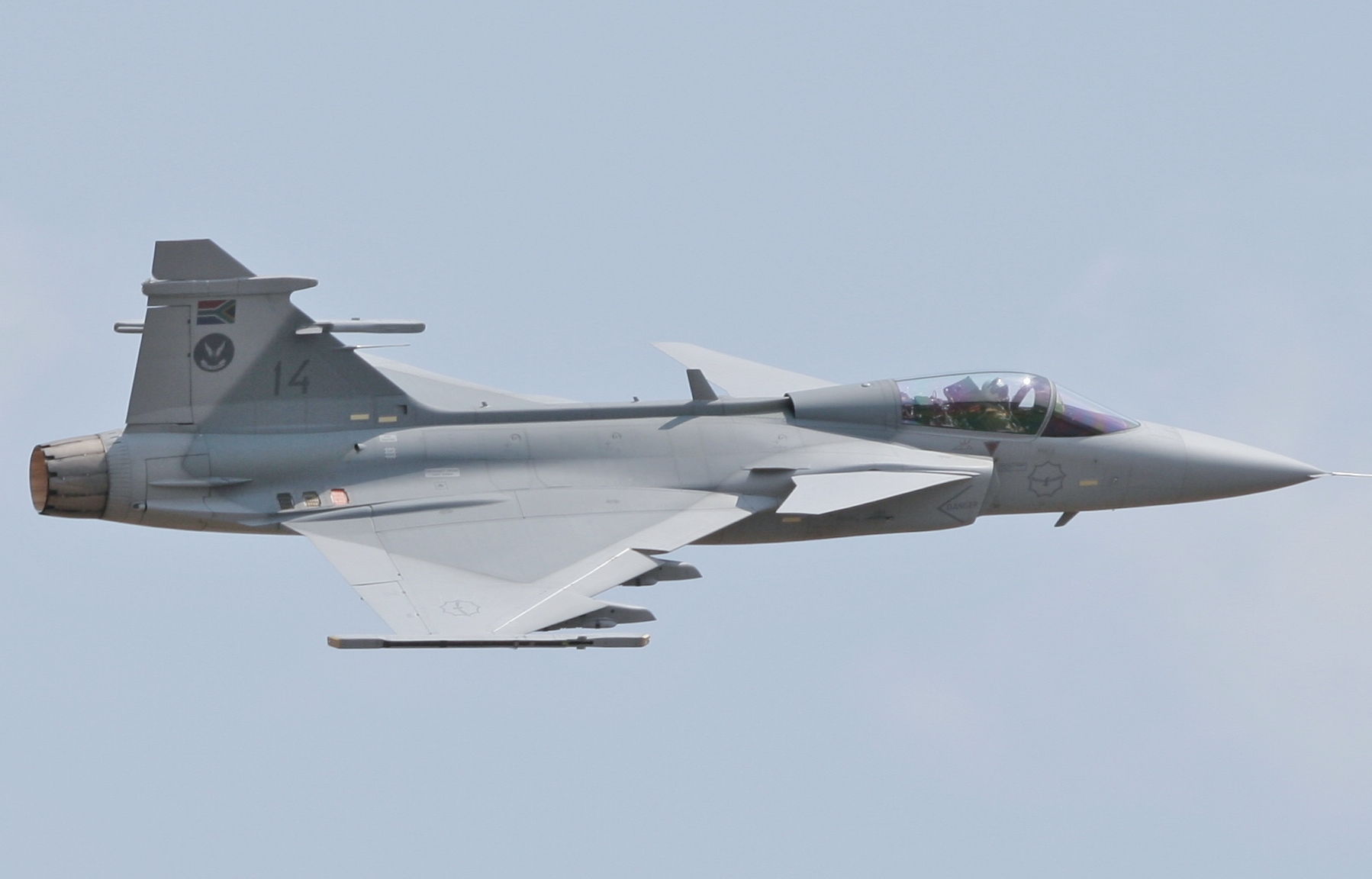
JAS 39C

南アフリカ空軍は、第二次世界大戦中はイギリス空軍の一部として創設され、現在に至っている。
他国では陸軍航空隊で運用されることの多い攻撃ヘリを空軍で運用していることで有名である。攻撃ヘリには国産のAH-2 ローイファルクを運用している。主力戦闘機は、チーターを採用していたが、チーターの後継機として、2008年3月からスウェーデンよりサーブ・グリペンを購入。マカド基地のNo2Sqn（第2飛行隊）に配備されている。製造は2014年まで続ける予定のようで、二個目の飛行隊も編制する。その他の航空機は、MB-326Kインパラ1攻撃機及びMB-326Mインパラ2練習機の後継となるホーク Mk.120を運用している。
2023年10月18日、タンディ・モディゼ国防大臣は、経済低迷に伴う予算不足で、空軍の航空機のうち稼働するのは15%のみであると発表した。主力のグリペンは26機中2機、ホーク Mk.120は24機中3機のみ稼働しており、他の388機も188機が定期的な点検が行えず飛行停止または飛行不能で、60機が大規模な修理が必要、27機が修理待ち、6機が修理中、3機は経年劣化と交換部品が無いため破棄されたという。